# Dhobley
Koordinaten: 0° 25′ N, 41° 0′ O
Dhobley (auch Dobley oder Doble geschrieben) ist eine Ortschaft im Südwesten Somalias an der Grenze zu Kenia. Sie liegt in der Verwaltungsregion Jubbada Hoose im Afmadow Distrikt an einer Straße, die von der somalischen Hafenstadt Kismaayo über den nahen Grenzübergang Liboi nach Dadaab in Kenia führt.

## Geschichte
Aufgrund dieser Lage dient Dhobley seit Beginn des Somalischen Bürgerkrieges als Durchgangsort für einen Großteil der somalischen Flüchtlinge, die in die Flüchtlingslager nach Kenia zu gelangen versuchen.
Anfang 2007 schloss Kenia seine Grenze zu Somalia weitgehend, da es den Zustrom von militanten Islamisten und Kleinwaffen unter den Flüchtlingen befürchtet. Seither verbleiben Tausende zurückgewiesene Flüchtlinge unter prekären Bedingungen als Binnenvertriebene in Dhobley. Am 2. März 2008 fand in Dhobley ein US-Luftangriff statt, der mutmaßlich anwesende al-Qaida-Aktivisten treffen sollte. Dabei sollen mindestens vier Personen getötet und 20 verletzt worden sein.
Am 17. Oktober 2011 wurde Dhobley durch die kenianische Armee besetzt. Hintergrund sind Überfälle und Entführungen im kenianischen Grenzgebiet für die die kenianische Regierung die Al-Shabaab-Miliz verantwortlich machte.